# José de Jesús Corona
José de Jesús Corona, född den 26 juli 1981 i Guadalajara, är en mexikansk fotbollsmålvakt som spelar för Cruz Azul. Han var med och tog OS-guld i herrfotbollsturneringen vid de olympiska fotbollsturneringarna 2012 i London.